# Бренда Вілла
Бренда Вілла  (англ. Brenda Villa, 18 квітня 1980) — американська ватерполістка, олімпійська чемпіонка та медалістка.

## Виступи на Олімпіадах
| Олімпіада   | Дисципліна | Місце |
| ----------- | ---------- | ----- |
| Сідней 2000 | водне поло | 2     |
| Афіни 2004  | водне поло | 3     |
| Пекін 2008  | водне поло | 2     |
| Лондон 2012 | водне поло | 1     |